# Teddy Riley
Edward Theodore Riley (Manhattan, Nueva York; 8 de octubre de 1967), conocido como Teddy Riley o nombre artístico Teddy Swagger, es un rapero, cantante, compositor, y productor musical neoyorquino creador del género musical New Jack Swing al final de los años 1980. Riley da crédito al escritor Barry Michael Cooper por bautizar al género con ese nombre.
Riley fusionó hip hop, R&B y funk para crear el New Jack Swing en sus bandas Guy y BLACKstreet, y expandió la influencia de este sonido como productor musical de artistas como Michael Jackson, Big Daddy Kane, Bobby Brown, Keith Sweat, Samantha Mumba, Doug E. Fresh, Today, Heavy D & the Boyz, Hi-Five, Men of Vizion and Profyle, entre otros. La consistencia e ideas rítmicas de Riley influenciaron el R&B moderno, introduciendo más sampling y segmentos de rap, algo similar a lo hecho por la familia Jackson y al cantante de neo soul Marvin Gaye.

## Inicios
Teddy Riley creció en los St. Nicholas Houses de Harlem, Nueva York. Un prodigio musical desde los 5 años, empezó tocando instrumentos en la iglesia. Su tío, dueño del famoso club musical de Harlem The Rooftop, construyó un estudio de grabación en el club, en el que Riley pasaría su tiempo en la niñez. A los 14 años, raperos de Nueva York empezaron a hacer música basada en sus arreglos. Bajo la guía del productor local de música Gene Griffin, Riley formó el grupo Kids at Work. A los 18 años, Riley produjo el sencillo Go See the Doctor de Kool Moe Dee. La canción, lanzada en un label independiente, se convirtió en un éxito crossover, llegando al No. 89 de los Billboard Hot 100. Riley había trabajado previamente en la producción de Doug E. Fresh y Get Fresh Crew's "The Show" in 1985.

## El nacimiento del New Jack Swing en los 80s
En 1987, Riley formó el grupo de R&B Guy, junto a Aaron Hall y Timmy Gatling con Gene Griffin como mánager. El trabajo pionero de Riley en Guy introdujo el estilo "New Jack Swing" de R&B al mundo. Para esto, Riley empleó una mezcla de sus ritmos de hip-hop, progresiones de R&B y estilos vocales de góspel de Hall. Así, con el primer álbum de Guy, creó el sonido arquetípico del New Jack Swing.  
En 1987, Riley produjo "I Get the Job Done" de Big Daddy Kane, y muchos más trabajos para los Jackson, los Winans y James Ingram. Ese año también produjo una mezcla muy exitosa de la canción "Don't Wanna Fall in Love", que se volvió un éxito crossover inesperado. Guy lanzó un segundo álbum, The Future, y finalmente se disolvió en 1992. 

## Los años 1990 y el éxito masivo
Riley aumento su influencia al coproducir el álbum Dangerous de Michael Jackson, lanzado en noviembre de 1991. Jackson contrató a Riley ya que quería el estilo más contemporáneo del "New Jack Swing" que admiraba en su álbum. Riley produjo varios éxitos internacionales como Remember the Time, Dangerous y In the Closet, entre otras. 
A finales de 1991, Riley conformó un segundo grupo, Blackstreet. El grupo lanzaría varios éxitos significativos, incluyendo el sencillo número uno "No Diggity" (1996, con Dr. Dre y Queen Pen), "Don't Leave Me" (1997), y "Girlfriend/Boyfriend" (1999, con Janet Jackson, Eve, and Ja Rule). Para 2011, el grupo se había disuelto y reconformado varias veces. 

## Los años 2000 y trabajos posteriores
En 2000, trabajo con la Spice Girl Melanie B en las canciones "ABC 123", "I Believe", y "Pack Your S**t" para su álbum debut Hoy. 
Al inicio de 2006, fue parte del New Jack Reunion Tour, con Blackstreet, Guy, After 7, SWV y Tony Toni Toné. En mayo de 2006, Riley anunció que trabajaría en dos álbumes, uno para Blackstreet y uno para Guy. 
En 2009, Riley se presentó con Guy en los BET Awards. El mismo año, Riley trabajo con Ameri y Robin Thicke en sus álbumes. Ese mismo año, Riley produjo y coescribió la canción "Teeth" de Lady Gaga para su EP The Fame Monster. 
Riley se convirtió en parte del supergrupo de productores QDT, que incluye a DJ Quik y Snoop Dogg, entre otros. En 2011, produjo canciones como "Believe" y "Flow" para el álbum Twenty del grupo de R&B Boyz II Men. Produjo también el sencillo "The Boys" para el grupo coreano Girls' Generation para su lanzamiento internacional, también produjo el debut del grupo de kpop, Rania, de DR Music, con la canción “Dr Feel Good” que originalmente sería para Lady Gaga y su album “Teddy Riley, The First Expantion in Asia”. Sin embargo, rompió su relación laboral con DR Music acusando a su gerente de hacer negocios turbios y fraudulentos.

## Víctima de fraude e incendio de estudio
En 2008, Riley fue víctima de una pirámide de Ponzi que lo dejó en bancarrota. Esto lo hizo regresar a Atlanta, y luego de unos años. de vuelta a Nueva York pero esta vez en vivienda de interés social en Harlem.
En junio de 2008, un incendio destruyó el estudio de grabación de Riley en Virgina Beach. Investigadores determinaron que el incendio fue causado por un problema eléctrico en el estudio abandonado. El estudio estaba vacío en el momento, y estaba a la venta por 336.000 dólares. 

## Discografía

### Con Kids at Work
- Kids at Work (1984)

### Con Guy
- Guy (1988)
- The Future (1990)
- Guy III (2000)

### Con BLACKstreet
- Blackstreet (1994)
- Another Level (1996)
- Finally (1999)
- Level II (2003)